# 杭州新天地中心
杭州新天地中心（简称杭州新天地）是位于杭州市拱墅区的一个大型多幢商业建筑综合体，位于新天地街以北、留石高架路以南、长浜路以东、费家塘路以西，广义的新天地包括新天地购物中心、公寓（T2、T3）、写字楼（T1、T4、天纵、华盛达时代中心、金座、尚座、世嘉新座、世嘉铭座、世嘉君座、汉鼎国际大厦），它是杭州真正意义上的首个Park Mall，总营业面积达180万方。
狭义的杭州新天地项目专指杭州地铁3、4号线双地铁上盖物业，楼高17层，由两幢酒店式公寓（T2、T3）、两幢写字楼（T1、T4）和一幢裙楼（购物中心）组成，2016年9月竣工，开发商为合肥万科瑞翔地产有限公司。总建筑面积约40万平米，地上24万平米，地下4层约16万平米。杭州新天地的业主为杭州新天地集团，该集团又隶属于杭州市商贸旅游集团。

## 商场
新天地中心的主要商场——杭州新天地购物中心位于新天地街与长浜路口，杭州地铁3号线和4号线新天地街站A口旁边，购物中心面积12万方包括地上5层、地下1层。主要入驻商家有风云再起（动漫娱乐）、奇客巴士（黑科技体验店）、全明星俱乐部（滑冰）、GDFS免税店、索丘漫书咖、718摩戏大道、星月古兰（西域美食），以及木森美食广场等。2017年11月24日开业。